# Ectecephala albistylum
Ectecephala albistylum là một loài ruồi cỏ thuộc họ Chloropidae.